# Gastrotheca ochoai
Gastrotheca ochoai és una espècie de granota de la família del hemipràctids. Va ser descrit per William E. Duellman i Thomas Fritts el 1972.
És una espècie molt rara. Fan servir bromèlias com a microhàbitats. Els ous es desenvolupen directament a la bossa de les femelles.

## Distribució
Només va ser observat de les valls interandines de la cara oriental dels Andes al sud del Perú, entre 2745 i 3080 m d'altitud.
A la Llista Vermella de la UICN és catalogat en perill d'extincio. La crema de terres de conreu i el pasturatge formen una amenaça major. Viu prop de jaciments arqueològics que reben molts visitants que pressionen encar més l'hàbitat.